# Thomas Holenstein (Politiker, 1858)

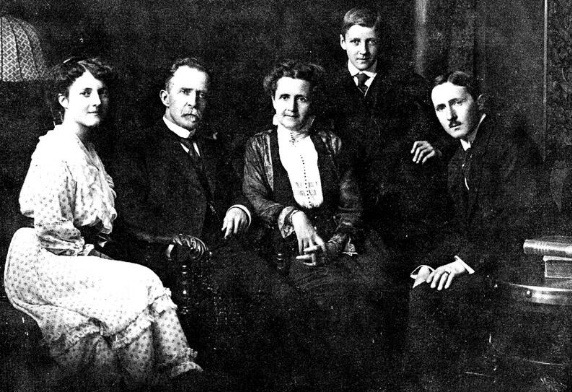
Die Familie Holenstein um etwa 1918. Von links: Ida (1893–1935), Thomas Holenstein sen. (1858–1942), Maria Karolina (1867–1953), Fritz (1902–1921), Thomas jun. (1896–1962)

Thomas Holenstein (* 12. Dezember 1858 in Grämingen bei Bütschwil; † 10. Oktober 1942 in St. Gallen; heimatberechtigt in Str. Gallen) war ein Schweizer Jurist und Politiker, der sich in der katholisch-konservativen Bewegung der Schweiz einen Namen machte.

## Leben

### Familie
Thomas Holenstein war der Sohn des Landwirts Johannes Augustin Holenstein (1822–1873) und dessen Ehefrau Annemarie (geb. Brunner; * 1823); er hatte noch elf Geschwister, wurde jedoch alleine in Dietfurt bei Bütschwil von einer kinderlosen Tante erzogen.
Er heiratete Maria Karolina (* 8. Dezember 1867; † 2. November 1953), die Tochter des Kaufmanns Joseph Anton Hartmann (1839–1893). Zu seinen fünf Kindern gehörte auch der spätere Bundespräsident Thomas Holenstein.
Thomas Holenstein pflegte eine Freundschaft mit den Politikern Georg Baumberger und Emil Grünenfelder.

### Werdegang
Thomas Holenstein besuchte die Realschulen in Bütschwil sowie Wil und darauf das Gymnasium (siehe Stiftsschule Einsiedeln) in Einsiedeln; im Anschluss studierte er Rechtswissenschaften.
Nach dem Abschluss seiner Rechtsstudien an den Universitäten in München, Straßburg, Paris und Basel, wo er 1883 mit dem Doktortitel in Jurisprudenz vor Eugen Huber, Andreas Heusler und Paul Speiser promovierte, eröffnete Thomas Holenstein 1886 in St. Gallen als erster katholisch-konservativer Rechtsanwalt in der vom Freisinn beherrschten Kantonshauptstadt ein eigenes Advokaturbüro; der spätere Politiker Johann Baptist Eisenring durchlief seine Anwaltskanzlei als Praktikant. Zuvor hatte Thomas Holenstein als Praktikant bei Johann Gebhard Lutz in Thal Erfahrungen gesammelt. Die Universität Basel ehrte Thomas Holenstein für seine hohe Berufsauffassung und seine strenge Rechtlichkeit, die er sowohl als Anwalt als auch als Politiker verkörperte, in einem Gratulationsschreiben anlässlich der Erneuerung seines Doktordiploms. Diese Auffassung seines Berufes ermöglichte ihm die Übernahme zahlreicher Nebenämter und führte dazu, dass er rasch als Verwaltungsrat in der katholischen Administration anerkannt wurde; später folgte er dem als Präsident.
Als Mitglied der katholischen Administration von 1896 bis 1937 hatte Thomas Holenstein maßgeblichen Einfluss auf die Verwaltung der katholischen Zentralfonds und Liegenschaften des ehemaligen fürstäbtischen Stiftes; in den letzten Jahren präsidierte er als Nachfolger des verstorbenen Josef Anton Walliser (1814–1895)  die Administration. In dieser Rolle war er für die Aufsicht über die Kirchgemeinden verantwortlich und stellte sicher, dass die katholischen Interessen im Kanton St. Gallen gewahrt wurden. Zu seinen wichtigsten Aufgaben gehörten die Bearbeitung von staatsrechtlichen Rekursen, der Bau der Othmarskirche, die Einführung der Zentralsteuer sowie die Renovierung und Erweiterung der Kathedrale und der Stiftsgebäude für katholische Schulen. Unter seiner Amtsführung wurde das staatliche Plazet abgeschafft, was einen bedeutenden Schritt in der Trennung von Kirche und Staat darstellte. Darüber hinaus gelang es ihm, die Ansprüche der Altkatholiken auf Mitbenutzung der Kathedrale und auf einen Anteil an den Bistumsfonds erfolgreich abzuwehren.
Sein Engagement im Erziehungsrat und als Administrationspräsident brachte ihn in engen Kontakt mit dem staatlichen und konfessionellen Schulwesen. Thomas Holenstein war entscheidend am Ausbau der katholischen Realschulen beteiligt und leitete verschiedene Schulen, darunter das katholische Knabenerziehungsheim „Thurhof“ in Oberbüren und die Mädchenschule „Burg“ in Rebstein.
Kaum in St. Gallen niedergelassen, begann Thomas Holenstein sich aktiv in der katholisch-konservativen Partei zu engagieren. Seine politische Karriere begann 1887, als er in den Grossen Rat des Kantons St. Gallen gewählt wurde, den er 1895 präsidierte. Er wurde ununterbrochen bis zu seinem freiwilligen Rücktritt im Jahr 1933 wiedergewählt. In dieser Zeit erlebte er politisch bewegte Jahre, die von der Vorbereitung der Verfassung von 1890 geprägt waren, die das einseitige freisinnige Parteiregiment im Kanton brach. Holenstein war als Sekretär des st. gallischen Verfassungsrates massgeblich an dieser Revision beteiligt.
Von 1912 bis 1939 war er zudem Mitglied des Erziehungsrats und diente 1889 als Sekretär des Verfassungsrats bei der Revision der Kantonsverfassung. Er kämpfte vehement für die Einführung des Proporzwahlrechts im Kanton St. Gallen, das schließlich 1911 nach mehreren Anläufen vom Volk angenommen wurde.
Im Nationalrat, dem er vom 1. Dezember 1902 bis zum 2. Dezember 1928 als Nachfolger des verstorbenen Johann Joseph Keel angehörte, setzte er sich für Schul- und Kirchenfragen ein und trat entschieden für die katholische Sache ein. Trotz seines überzeugten Föderalismus war er nicht gegen die Notwendigkeit einer zentralen Zusammenfassung aller nationalen Kräfte. Er behandelte zahlreiche staatsrechtliche und kirchenpolitische Fragen, die für die Sicherung des schweizerischen Katholizismus und für die politische Bildung der Jugend entscheidend waren. Besonders am Herzen lagen ihm die friedliche Koexistenz der Konfessionen und die Gewährleistung von Gleichberechtigung und religiöser Freiheit. Er war ein Verfechter des sozialen Friedens.
Thomas Holenstein war auch als Autor aktiv und veröffentlichte zahlreiche Artikel, Aufsätze und Bücher, die sich mit politischen, kirchen- und kulturpolitischen Themen befassten. Zu seinen bedeutendsten Werken gehören Schriften über die konfessionellen Artikel und den Schulartikel in der Bundesverfassung sowie historische Abhandlungen über den Kanton St. Gallen und die kirchenpolitischen Kämpfe in der Region. Seine Vorträge waren bei der konservativen Jugend beliebt und dienten der politischen Bildung und dem Verständnis für die Geschichte.

## Mitgliedschaften
Thomas Holenstein war während seiner Studienzeit von 1881 bis 1884 Zentralpräsident des Schweizerischen Studentenvereins.

## Schriften (Auswahl)
- Erinnerungen an Nationalrat Dr. Gebhard Lutz. Luzern, 1910.
- Theodor Curti. Stans, 1915.
- Der privatrechtliche Wohnsitz im schweizerischen Recht. St. Gallen, 1920.
- Reformation und Liberalismus: Zur Geschichte der Glaubens-, Gewissens- und Kultusfreiheit. St. Gallen, 1923.
- Die kirchenpolitischen Kämpfe im Kanton St. Gallen. St. Gallen, 1925.
- St. Galler Erinnerungen an Georg Baumberger. St. Gallen, 1931.
- Die konfessionellen Artikel und der Schulartikel der schweizerischen Bundesverfassung. Olten, 1931.
- Geschichte der Konservativen Volkspartei des Kantons St. Gallen 1834–1934. St. Gallen, 1934.
- Recht, Gericht und wirtschaftliche Verhältnisse in den st. gallischen Stiftslanden und im Toggenburg beim Ausgange des Mittelalters. In: Neujahrsblatt / Historischer Verein des Kantons St. Gallen, Band 74. 1934. S. 1–114 (Digitalisat).
- Karl Müller-Friedberg und das Kloster Magdenau. St. Gallen, 1936.